# Eridolius kambaiti
Eridolius kambaiti är en stekelart som beskrevs av Dmitriy R. Kasparyan 1998. Eridolius kambaiti ingår i släktet Eridolius och familjen brokparasitsteklar. Inga underarter finns listade i Catalogue of Life.